# Torreya taxifolia
Torreya taxifolia, thường được gọi là cây tuyết tùng hôi thối hay torreya Florida , đôi khi cũng được gọi là gopher wood hoặc nhục đậu khấu Florida, là một loài cây có nguy cơ tuyệt chủng thuộc họ thủy tùng, Taxaceae, được tìm thấy ở Đông Nam Hoa Kỳ, tại khu vực biên giới tiểu bang ở phía bắc Florida và tây nam Georgia.
T. taxifolia trở thành một trong những loài thực vật có nguy cơ tuyệt chủng được liên bang xếp hạng đầu tiên ở Hoa Kỳ vào năm 1984; IUCN đã liệt kê loài này vào danh sách cực kỳ nguy cấp từ năm 1998. Năm 2010, 98% số cây trưởng thành của loài này được cho là đã bị phá hủy do một loại nấm mốc chưa rõ tên cũng như ngập úng do các con đập và hươu phá hoại sử dụng cây làm trụ chà nhung.